# St. Mauritius (Heyersum)

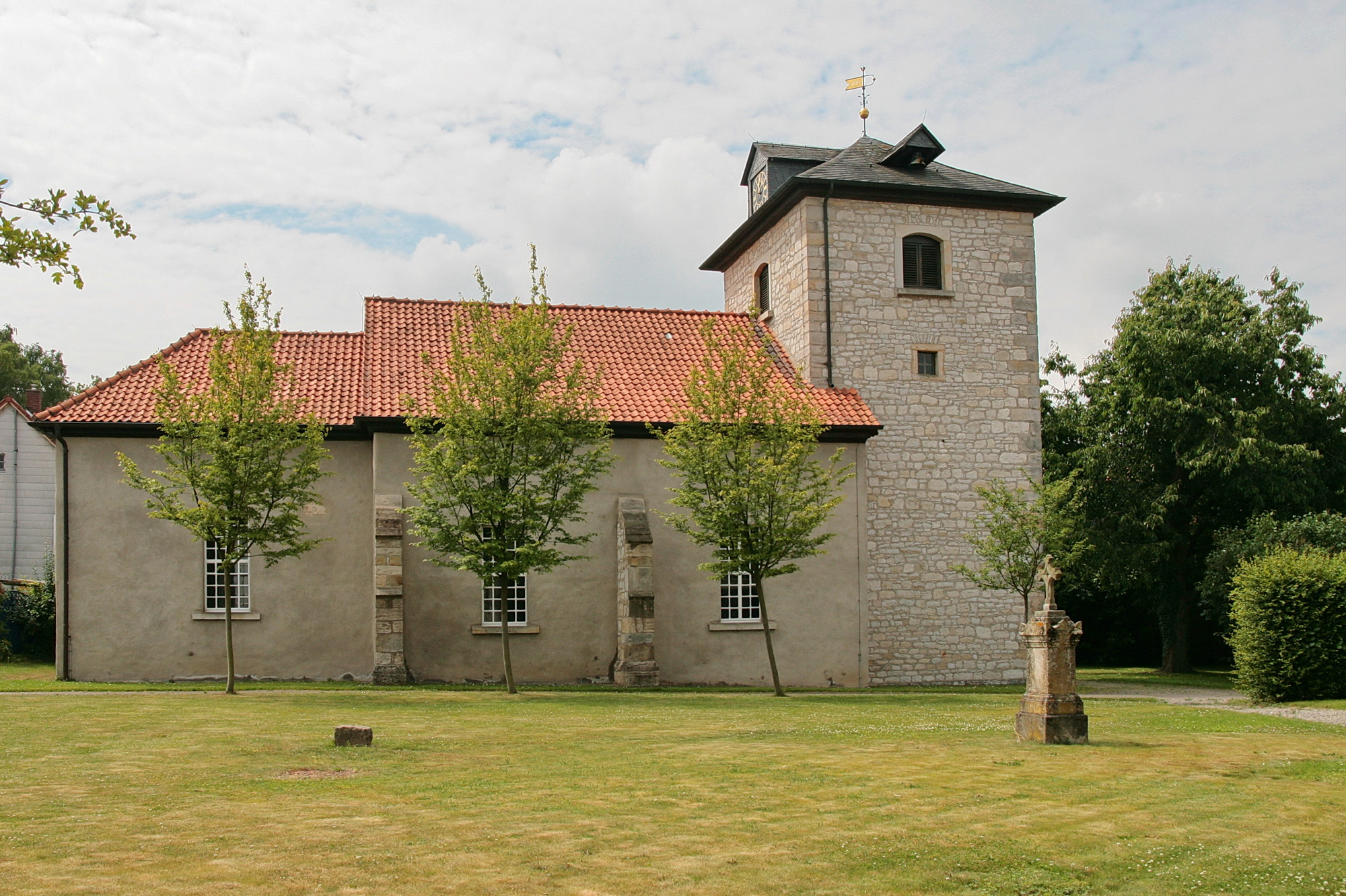
St. Mauritius

Die evangelisch-lutherische denkmalgeschützte Kirche St. Mauritius steht am Martin-Luther-Platz von Heyersum, einem Ortsteil der Gemeinde Nordstemmen im Landkreis Hildesheim von Niedersachsen. Die Kirchengemeinde Heyersum hat sich mit den Kirchengemeinden Burgstemmen und Mahlerten zur Dreikirchengemeinde in Nordstemmen zusammengeschlossen. Diese Kirchengemeinde gehört zum Kirchenkreis Hildesheimer Land-Alfeld im Sprengel Hildesheim-Göttingen der Evangelisch-lutherischen Landeskirche Hannovers.

## Beschreibung
Die verputzte Saalkirche aus Bruchsteinen ist in unterschiedlichen Bauphasen entstanden. Der eingezogene rechteckige Chor wurde vor 1400 gebaut. Das Langhaus aus zwei Jochen ist in der 2. Hälfte des 14. Jahrhunderts errichtet worden. Seine Längswände werden durch Strebepfeiler gestützt. Als 1836 der gesamte Bau durchgreifend restauriert wurde, kam auch der steinsichtige und mit Ecksteinen versehene Kirchturm im Westen hinzu, der ein stumpfes schiefergedecktes Pyramidendach erhielt. 
Der Innenraum hat ein stark gebustes Kreuzrippengewölbe, das zusammen mit der Erhöhung der Mauern am Ende des 15. Jahrhunderts eingezogen wurde. Die gekehlten Gewölberippen und der runde Gurtbogen sitzen im Langhaus auf Konsolen, während der spitzbogige Chorbogen von gekehlten Kämpfern mit kreisförmigen Schlusssteinen ausgeht. Die spätklassizistische Kirchenausstattung von 1836 ist weitgehend erhalten. Die Orgel von 1890, die Heinrich Schaper & Sohn gebaut hatte, wurde 1963 von Friedrich Weißenborn durch eine neue im alten Prospekt ersetzt. Diese hat 8 Register, verteilt auf ein Manual und ein Pedal. Sie wurde 2010 von Jörg Bente restauriert.